# Готфрид фон Лоон-Хайнсберг
Готфрид (II/III) фон Лоон-Хайнсберг (на немски: Gottfried (II/III) von Loon-Heinsberg; * ок. 1322; † пр. 16 октомври 1342 или 1347) е рицар, от 1336 г. господар на Милен и Маасейк. Той е последният представител на фамилията на графовете на Лоон-Хайнсберг.
Той е единственият син на граф Дитрих III (II) фон Хайнсберг († 1361) и съпругата му графиня Кунигунда фон Марк († 1343/1357), дъщеря на граф Еберхард I фон Марк († 1308) и Мари фон Лоон.
Готфрид се жени през 1336 г. за Мехтилд фон Гелдерн (* ок. 1324; † 21 септември 1384), дъщеря на херцог Райналд II от Гелдерн, граф на Цутфен († 1343). Те нямат деца. 
Той има един извънбрачен син:
- Годфрид ван Шини (* ok. 1340; † 1415).

Готфрид фон Лоон-Хайнсберг умира през 1342 г. по време на пътуване в Прусия и е погребан в манастир Minderbroedersklooster в Мехелен. Баща му Дитрих е наследен от племенника му Готфрид фон Лоон-Хайнсберг-Даленбройх († 1395), син на брат му Йохан I фон Хайнсберг-Даленбройх († 1334). Вдовицата му Мехтилд фон Гелдерн се омъжва втори път през 1348 г. за граф Йохан фон Клеве († 1368).